# Chlorosea nevadaria
Chlorosea nevadaria là một loài bướm đêm trong họ Geometridae.